# Aeroporto di Roma-Centocelle
L'Aeroporto di Centocelle (ICAO: LIRC) è stato un aeroporto militare, nella periferia sud-orientale di Roma. Oggi è sede di un'installazione militare del Ministero della difesa, intitolata all'asso dell'aviazione Francesco Baracca.
Non è più utilizzato per attività di volo e l'Aeronautica Militare ha restituito parte del sedime al Comune di Roma che negli anni duemila qui ha istituito il parco archeologico di Centocelle. Si trova lungo via Casilina, nel territorio del quartiere Don Bosco e del V Municipio.

## Storia
Centocelle fu sede del primo aeroporto italiano, proprio nella zona in cui, a partire dal 15 aprile 1909, uno dei fratelli Wright, Wilbur, andò a dare una serie di dimostrazioni del loro Flyer, il primo velivolo a motore più pesante dell'aria che abbia mai volato. In seguito Wright instaurò di fatto la prima scuola di volo in Italia con la formazione del primo pilota italiano, l'ufficiale della Regia Marina Mario Calderara, che successivamente divenne l'istruttore della prima schiera di piloti italiani. Si passò così alla instaurazione della prima scuola militare di volo italiana.
Nel 1920 iniziò proprio da questo aeroporto il raid Roma-Tokyo, dove, tra i tanti velivoli partiti, solo quelli di Guido Masiero e Arturo Ferrarin con i rispettivi motoristi Roberto Maretto e Gino Capannini portarono a termine l'impresa.

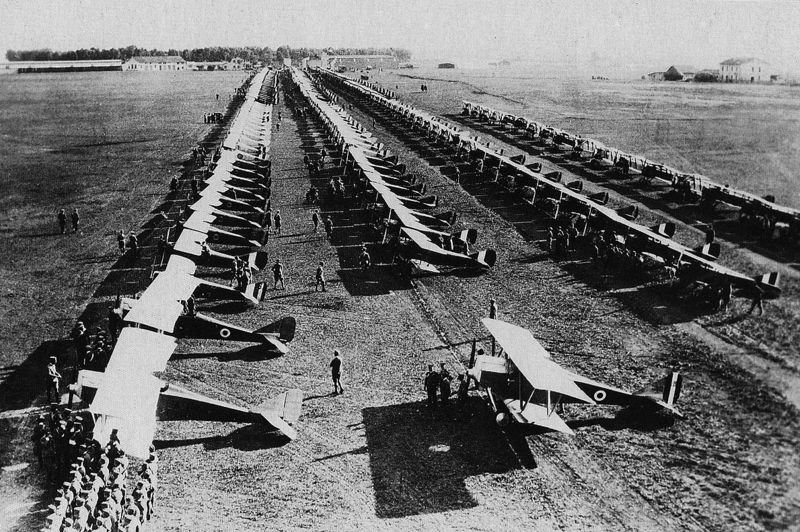
4 novembre 1923, prima parata della Regia Aeronautica all'aeroporto di Centocelle

In breve, quello che era un semplice campo di aviazione si trasformò in un vero e proprio aeroporto. Proprio su questo aeroporto venne consegnata la bandiera di guerra all'allora Regia Aeronautica, il 4 novembre 1923, pochi mesi dopo la sua fondazione come arma autonoma. La bandiera, simbolo della forza armata, venne custodita presso l'aeroporto fino all'ottobre del 1931, data di inaugurazione del Palazzo dell'Aeronautica, sede del Ministero dell'aeronautica allora retto da Italo Balbo.
Nella successiva espansione delle attività dell'aeroporto, la zona di Centocelle assisté a una rapida urbanizzazione principalmente per servire il personale dell'aeroporto. Durante la seconda guerra mondiale, per il suo ruolo fondamentale nello scacchiere operativo, la zona dell'aeroporto e di Centocelle fu oggetto di numerosi bombardamenti alleati. 
Nel febbraio 1944, subito dopo lo sbarco degli alleati ad Anzio, fu la base delle squadriglie della Luftwaffe 1.Staffel e 2.Staffel, del Nachtschlachtgruppe (NSGr.) 9, equipaggiate con caccia notturni Fiat C.R.42, che da Centocelle attaccavano unità alleate nel Lazio meridionale, soprattutto nelle notti di luna.

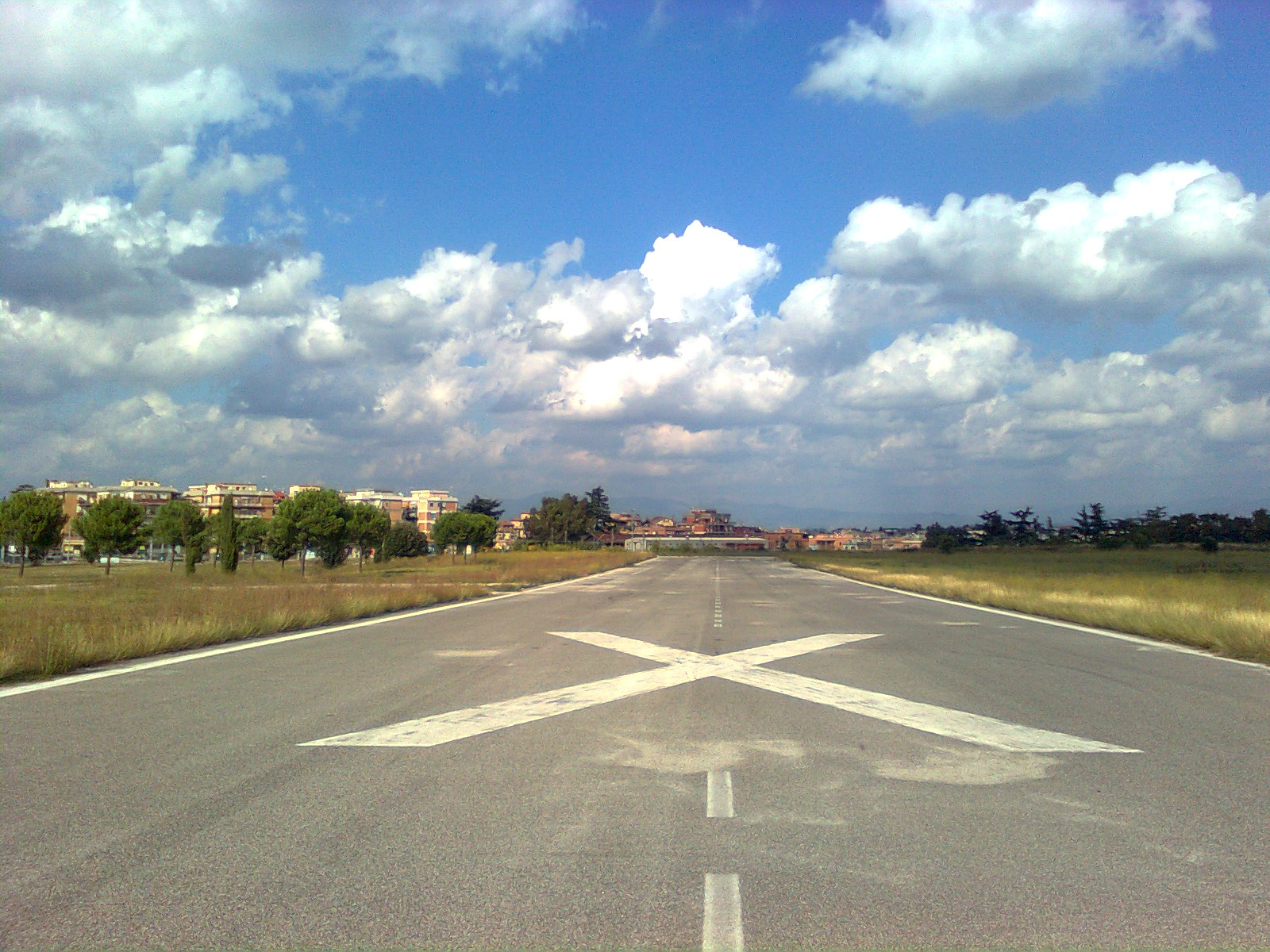
La pista in disuso

### Dopoguerra

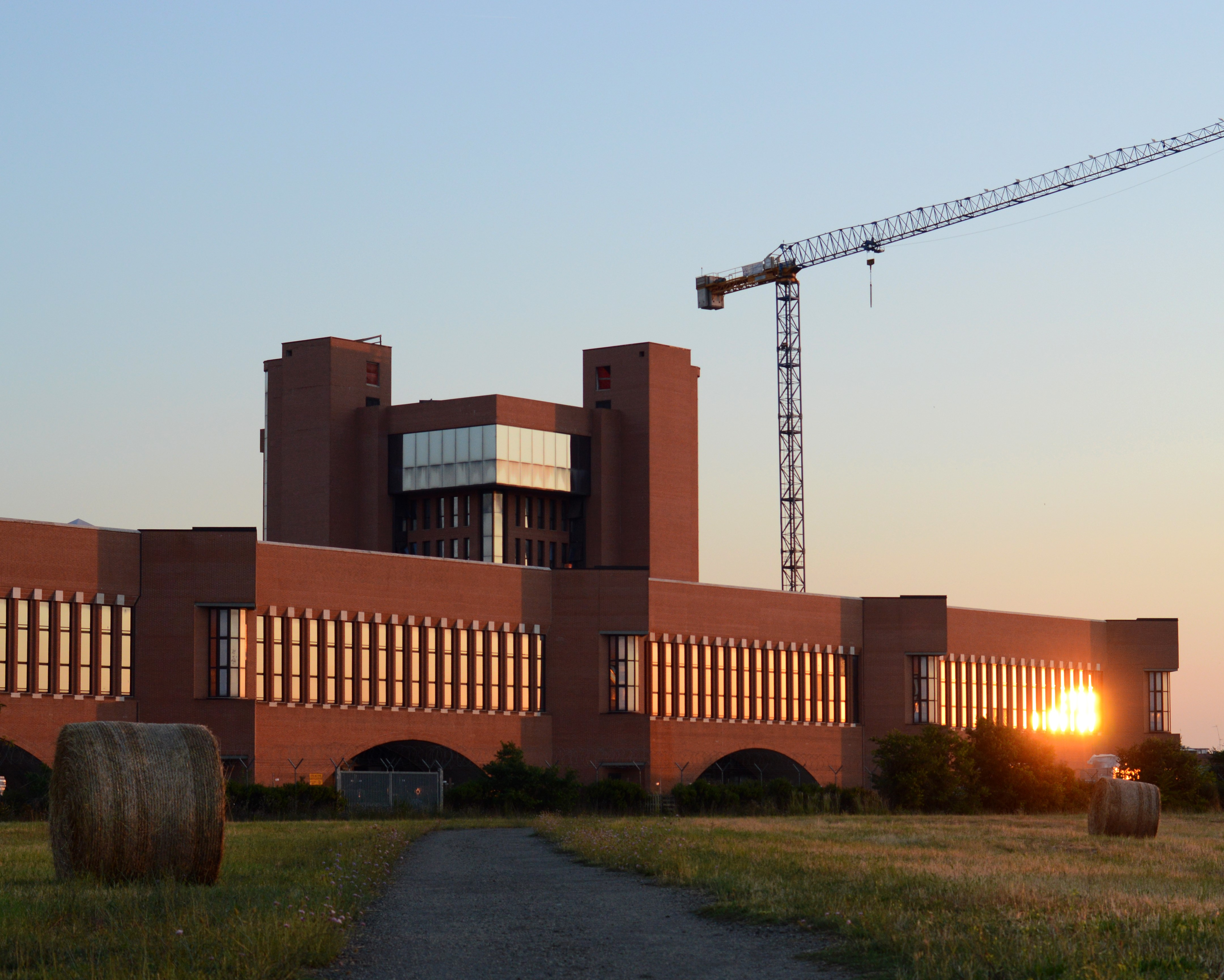
Palazzo Guidoni, nuova sede del Segretariato generale della difesa e della Direzione nazionale degli armamenti, all'interno dell'aeroporto

In seguito alla sconfitta nella seconda guerra mondiale si assistette a un periodo di decadenza che portò al progressivo allontanamento dalla zona di Centocelle delle attività aviatorie. A ciò fece seguito un periodo di costruzione selvaggia a partire dagli anni cinquanta che snaturò la natura dei luoghi come gran parte della allora periferia di Roma. Ospitò ancora reparti di volo fino agli anni '70. Parte del sedime è stato ceduto dal demanio militare al comune di Roma. 
Dal 1999 vi ha avuto sede il Comando della squadra aerea dell'A.M., fino all'11 aprile 2014.
La parte militare tuttora in esercizio dell'aeroporto di Centocelle, intitolata a Francesco Baracca, è oggi sede di diversi enti dell'Aeronautica e della Difesa: dal 1998 del Comando operativo di vertice interforze (COVI), dal 2004 del Comando interforze per le operazioni delle forze speciali (COFS), dal 2007 dell'Italian Joint Force Headquarters (IT-JFHQ)  dal 2014 del Comando Aeronautica Militare Roma (COMAER), e dal 2016 del Segretariato generale della difesa.

## Stazione meteorologica di Roma Centocelle
La stazione meteorologica iniziò la sua attività nel 1909 in concomitanza con l'apertura dell'aeroscalo.
Situata a 52 m s.l.m., la stazione svolse assistenza alla navigazione aerea, funzionando ininterrottamente fino all'8 settembre 1943, prima di essere chiusa a causa degli eventi bellici.
Riaperta il 15 maggio 1945, continuò a svolgere le sue funzioni di assistenza alla navigazione aerea e di osservazioni e raccolta dei dati meteorologici fino al settembre 1965, quando ne furono decise chiusura e disarmo.
La recente riorganizzazione del servizio meteorologico dell'Aeronautica Militare e la riqualificazione dello stesso aeroporto portarono alla costruzione, nel perimetro dell'aeroporto, della sede dell'Ufficio generale per la meteorologia con contestuale attivazione, nel luglio 1999, di una nuova stazione meteorologica di tipo DCP tuttora in funzione.
Tuttavia, a causa delle varie chiusure e riattivazioni che si sono susseguite nel tempo, non sono attualmente disponibili le medie climatiche relative a questa stazione meteorologica, considerato anche che il trentennio di riferimento climatico convenzionalmente stabilito dall'Organizzazione meteorologica mondiale è quello compreso tra il 1961 e il 1990, che coincise in larga parte con il periodo di chiusura della stazione.